# 大塚 (文京區)
大塚（日语：／ Otsuka */?）是東京都文京區的町名。現行行政地名為大塚一丁目至大塚六丁目。2013年7月1日為止的居住人口有17,032人。郵遞區號是112-0012。

## 地理
位於文京區北部。北鄰豐島區東池袋與南大塚，東接千石，東南連小石川，南通小日向，西南臨音羽，西接豐島區雜司谷，西北通豐島區南池袋。

### 地価
根據2014年（平成26年）1月1日公告地價，大塚6-14-25的住宅地價為53萬6000日圓/m2。

## 歷史
由舊小石川區西北部、通稱大塚地區內的大塚町、大塚窪町、大塚仲町、大塚坂下町、大塚上町、大塚辻町與冰川下町合併成立。山手線大塚站不在町域內，是在文京區大塚西北方1公里處，車站周邊（豐島區南大塚）古時稱為巢鴨。

### 地名由來
地名源自於古墳。1629年（寛永6年）已有此地名存在。曾為豐島郡小石川村的小名。

## 交通

### 鐵道
- 東京地下鐵丸之內線 - 新大塚站、茗荷谷站
- 東京地下鐵有樂町線 - 護國寺站

### 巴士
- 東京都交通局大塚自動車營業所（日语：都営バス大塚支所）

### 道路
- 國道254號（春日通）
- 東京都道437號秋葉原雜司谷線（不忍通）

## 設施
- 大塚地域包括支援中心
- 文京大塚二丁目郵便局
- 文京大塚三丁目郵便局
- 文京大塚五丁目郵便局
- 全林野會館
- 大塚公園（日语：大塚公園 (文京区)）
- 東京都監察醫務院（日语：東京都監察医務院）
- 東京都難病相談、支援中心
- 東京都立大塚醫院（日语：東京都立大塚病院） - 大部分在豐島區南大塚2丁目。
- 小石川東京醫院
- 東京健生醫院

### 教育機關
- 御茶水女子大學
  - 御茶水女子大學附屬幼稚園（日语：お茶の水女子大学附属幼稚園）、御茶水女子大學附屬小學校（日语：お茶の水女子大学附属小学校）、御茶水女子大學附屬中學校（日语：お茶の水女子大学附属中学校）、御茶水女子大學附屬高等學校、文京區立御茶水女子大學兒童園（日语：文京区立お茶の水女子大学こども園）
- 筑波大學
  - 筑波大学附属中学校及高等学校
  - 筑波大學附屬小學校（日语：筑波大学附属小学校）
- 跡見學園女子大學
  - 跡見學園中學校及高等學校（日语：跡見学園中学校・高等学校）
- 拓殖大學 - 僅國際教育會館。本校在小日向。
- 東邦音樂短期大學
  - 東邦音樂大學附屬東邦中學校及高等學校（日语：東邦音楽大学附属東邦中学校・高等学校）
- 日本大學豐山中學校及高等學校（日语：日本大学豊山中学校・高等学校）
- 貞靜園中學高等學校（日语：貞静学園中学高等学校）
- 文京區立大塚小學校
- 文京區立窪町小學校（日语：文京区立窪町小学校）
- 文京區立青柳小學校
- 櫻蔭會館

## 史蹟

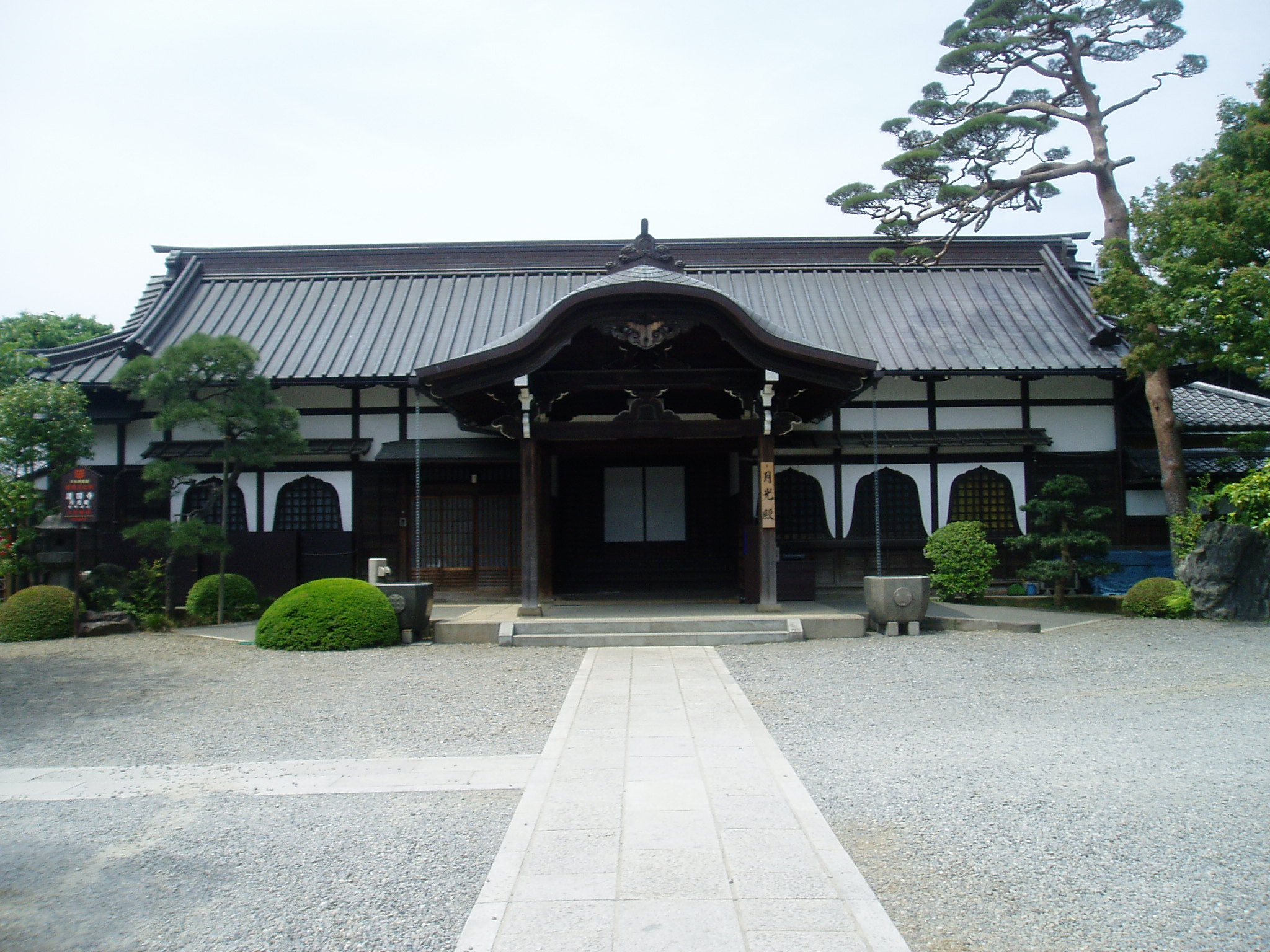
護國寺月光殿

- 護國寺
- 大塚先儒墓所（日语：大塚先儒墓所）
- 豐島岡墓地（日语：豊島岡墓地）
- 智香寺
- 西信寺
- 高源院
- 本傳寺（日语：本伝寺）
- 吹上稻荷神社

## 備註
1. ↑  『角川日本地名大辞典 13　東京都』、角川書店、1991年再版、P988
2. ↑  文京区人口統計資料[永久]

## 外部連結
- 文京區網站 （页面存档备份，存于）